# اولد دامینیون
اولد دامینیون (انگلیسی: Old Dominion) شرکت ترابری آمریکایی است، که در سال ۱۹۳۴ تأسیس شد.